# Lebanon (film, 2006)
Pour les articles homonymes, voir Lebanon.
Pour plus de détails, voir Fiche technique et Distribution.
Lebanon est un film pornographique gay américain réalisé par Collin O'Neal, tourné au Liban et sorti en 2006.

## Synopsis
François Sagat rencontre Sayid dans un bâtiment détruit par les bombes. Ils ont des rapports sexuels.
En randonnée, Collin O'Neal et Sayid arrivent à une cascade. Ils ont des rapports sexuels.
François Sagat, Collin O'Neal et Jacko draguent dans les ruines d'un site archéologique. Jacko les invite chez lui pour faire connaissance plus intimement.
Marco drague sur le port où il rencontre Youssef qui l'invite chez lui.

## Fiche technique
- Titre original : Collin O'Neal's World of Men: Lebanon
- Réalisation : Collin O'Neal
- Scénario :
- Photographie : Dan Fox, Collin O'Neal
- Montage :
- Musique : J.D. Slater
- Société de production : Collin O'Neal Productions, Raging Stallion Studios
- Sociétés de distribution : Raging Stallion Studios
- Langues : anglais
- Format : Couleur
- Genre : Film pornographique
- Durée : 105 minutes
- Dates de sortie : 26 septembre 2006  États-Unis

## Distribution
- François Sagat
- Collin O'Neal
- Martin Mazza
- Sayid
- Samir
- Jacko
- Youssef Assad
- Marco

## Récompenses
- GayVN Awards 2007 : meilleure vidéo professionnelle ou amatrice[2]
- Grabby Awards 2007 : meilleure vidéographie[3].

## Autour du film
Lebanon fait partie de la série World of Men réalisée par Collin O'Neal, une série de films pornographiques gays tournés dans plusieurs pays différents (Argentine, Australie, Colombie, Berlin Est, Edimbourg, Liban, Miami, Saint Domingue, Serbie, Espagne et Turquie). 
La vidéo a été bien reçue par la critique : « Collin O'Neal prouve à nouveau qu'il est un fantastique réalisateur d'érotisme gay ». « [Collin O'Neal] a réuni une bande d'Arabes super virils pour ce qui doit être l'un des rares films pornos réellement filmés au Moyen-Orient. » Il a été nommé pour plusieurs prix, et en a reçu deux.
L'universitaire américain Joseph A. Boone le cite dans une liste de films qui donnent du Moyen-Orient l'image d'un exotisme qui réveille les désirs étouffés par la civilisation moderne.